# Ямамото Кайто
Кайто Ямамото (яп. 山本 海人, нар. 10 липня 1985, Сідзуока) — японський футболіст, воротар клубу «Віссел» (Кобе).
Виступав також за клуб «Сімідзу С-Палс».

## Ігрова кар'єра
У дорослому футболі дебютував 2004 року виступами за команду клубу «Сімідзу С-Палс», в якій провів дев'ять сезонів, взявши участь у 62 матчах чемпіонату. 
До складу клубу «Віссел» (Кобе) приєднався 2013 року. Відтоді встиг відіграти за команду з Кобе 74 матчі в національному чемпіонаті.
2008 року включався до складу олімпійської збірної Японії для участі у футбольному турнірі тогорічних ОЛімпійських ігор. Проте в іграх цього змагання на поле не виходив, був резервним воротарем японських олімпійців..